# Provenchères-lès-Darney
Provenchères-lès-Darney é uma comuna francesa na região administrativa do Grande Leste, no departamento de Vosges. Estende-se por uma área de 9.07 km². Em 2010 a comuna tinha 163 habitantes (densidade: 18 hab./km²).